# Кузьменко, Михаил Ильич
Михаил Ильич Кузьменко (19 ноября 1936 — 29 июня 2019) — украинский учёный и исследователь в области гидробиологии и физиологии растений, специалист по радиоэкологии природных вод, заслуженный деятель науки и техники Украины, доктор биологических наук.

## Биография
Михаил Ильич родился 19 ноября 1936 года в городе Ахтырка Сумской области. В 1951 году он закончил Ахтырскую семилетнюю школу № 9 и поступил в педагогическое училище. С 1956 года Кузьменко работал на казахской целине в Акмолинской области помощником комбайнёра. После расформирования Ахтырского педучилища его переведели в Ржищевское педагогическое училище, которое он закончил c отличием в 1957 году. В 1964 году Михаил Ильич окончил биологический факультет Киевского национального университета имени Т. Г. Шевченко и поступил в аспирантуру.
С 1964 года работает в Институте гидробиологии НАН Украины:
- 1964—1967 — обучение в аспирантуре,
- 1967—1974 — младший научный сотрудник,
- 1974—1976 — старший научный сотрудник
- 1976—1985 — заведующий лабораторией радиоэкологии,
- 1985 — заместитель директора института,
- с 1985 по 2007 — заведующий отделом радиоэкологии
- с 2007 — ведущий научный сотрудник

С 1983 по 2004 годы возглавлял радиоэкологические исследования внутренних водоёмов Украины. С 1986 по 2004 годы управлял и принимал непосредственное участие в проведении радиоэкологических исследований экосистем водоемов зоны отчуждения Чернобыльской АЭС и наибольших рек Европы: Днепра (1986—2004), Дуная (1988), Волги (1992), Южного Буга (1992).
За годы научной деятельности Михаил Кузьменко подготовил 14 кандидатов наук, двух докторов наук, создав тем самым украинскую научную школу пресноводной радиоэкологии. Основной сферой научных интересов является изучение особенностей поведения искусственных радионуклидов в водных экосистемах и действие хронического радионуклидного загрязнения на биологические системы на разных уровнях организации жизни в природных водах.
Умер в Киеве 29 июня 2019 года.